# ジョン・テイラー (眼科医)

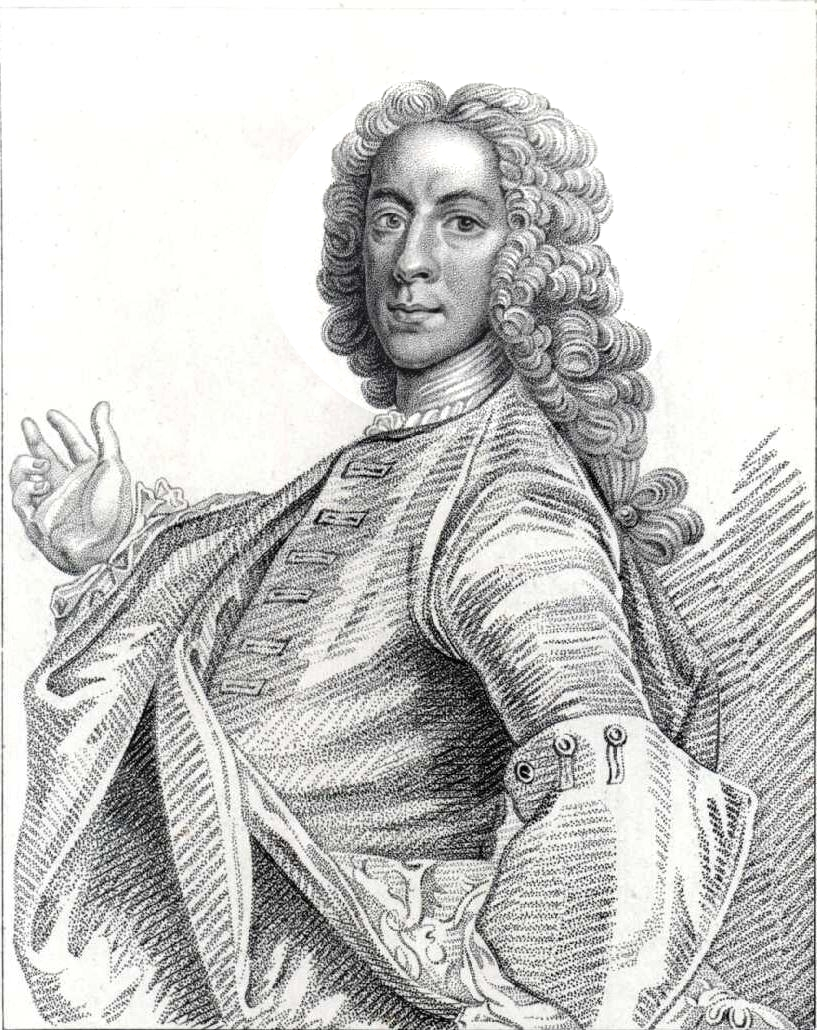
ジョン・テイラー

ジョン・テイラー（英: John Taylor、1703年 – 1772年）はイギリスの眼科医である。当時の著名人を多く患者として抱えており、バッハ、ヘンデル(いずれも手術の失敗により失明)、ギボンなどを治療したことで知られている。おそらくは右利きで、患者のこめかみや頬骨を支えにできる左目しか手術をしなかったとされる。
テイラーは1703年にノリ薬種商の息子として生まれた。眼科学を学び、ヨーロッパ中を遊学してバーゼルやリエージュなどで医学博士号を取得した。1736年にはジョージ2世の侍医に任命された。彼は、30年以上に渡って、ロンドンを拠点としてヨーロッパのほとんど全ての宮廷を次々に訪れて回診を行った。
当時からその眼科医としての優れた医療技術で「勲爵士」（シュヴァリエ）として広く名をはせていたテイラーだったが、それはほとんど彼一流の自己宣伝術によるものであったと、1885年発行の『英国人名事典』は書いている。彼は、自分が治療を行うたびに「まさにキケロ的というべき、いまだ形容されざる並外れて困難な」手技だったともったいぶるのが常であった。
1750年、ライプツィヒに滞在中だったテイラーは、高名な音楽家のバッハの眼を手術した。直後に地元の新聞は手術が成功であったと報じたが、実際には失敗しており、その数ヶ月後に2度目の手術が行われたが治癒せず、バッハは全盲状態になったとされる。結局この手術から数週間後にバッハは亡くなった。
この頃にはテイラーは風刺やあざけりの対象になっており、バラッド・オペラには彼をテーマにする芝居さえあった。
1772年にテイラーはプラハの修道院で亡くなったころ既に盲目だったと言われている。